# Pitagoras z Samos (bokser)
Pitagoras z Samos – starożytny grecki bokser żyjący w VI wieku p.n.e., olimpijczyk.
Był synem Krateasa; pochodził z wyspy Samos. Znany jest z przytoczonej przez Diogenesa Lartiosa relacji Favorinusa, który z kolei opierał się na wcześniejszym dziele Eratostenesa. Odniósł zwycięstwo w boksie na igrzyskach olimpijskich w 588 roku p.n.e. Początkowo zamierzał wystartować w zawodach młodzieńców, jednak sędziowie wyśmiali odzianego w purpurową szatę i noszącego długi zarost zawodnika twierdząc, że jest za stary. Niezrażony Pitagoras wystartował w konkurencji dla dorosłych mężczyzn i pokonał wszystkich przeciwników. Zgodnie z tradycją jako pierwszy miał stosować w walce bokserskiej technikę, nie opierając się tylko na sile.
Poeta Teajtet uczcił pamięć Pitagorasa następującym epigramem:

Chcesz poznać, cudzoziemcze, Pitagorasa o długich włosach
słynnego pięściarza z Samos?
Jam jest Pitagoras, a o czyny moje jeśli zapytasz
któregoś z Elejczyków, nie wierz temu, co powie.